# Peruvayal
Peruvayal es una ciudad censal situada en el distrito de Kozhikode en el estado de Kerala (India). Su población es de 27598 habitantes (2011). Se encuentra a 21 km de Kozhikode.

## Demografía
Según el censo de 2011 la población de Peruvayal era de 27598 habitantes, de los cuales 13471 eran hombres y 14127 eran mujeres. Peruvayal tiene una tasa media de alfabetización del 96,05%, superior a la media estatal del 94%: la alfabetización masculina es del 97,59%, y la alfabetización femenina del 94,59%.